# دينار ليبي
الدينار هو الوحدة الأساسية لعملة ليبيا، تم إصداره في العام 1971 ليحل محل الجنيه الليبي. ويتكون الدينار من 1000 درهم صادرة عن مصرف ليبيا المركزي. الدينار الليبي مرتبط مع سلة وحدة حقوق السحب الخاصة منذ 18 مارس 1986 . بسعر ثابت وهو وفق أخر تعديل في 14 يونيو 2003 مساوياً 0.5175 وحدة حقوق سحب الخاصة لكل دينار ليبي واحد ويقوم مصرف ليبيا المركزي بنشر أسعار صرف الدينار الليبي مقابل العملات الأجنبية وفقاً لتغير تلك العملات مقابل وحدة حقوق السحب الخاصة.

## التاريخ
قُدِّم في سبتمبر 1971 واستبدل الجنيه الليبي على قدم المساواة.  رُبطت العملة بحقوق السحب الخاصة بسعر 2.80 وحدة حقوق سحب خاصة لكل دينار.
في عام 1972، أُسِّس المصرف العربي الليبي الخارجي للتعامل مع الاستثمارات الخارجية.
في فبراير 1973، رُبِط الدينار بالدولار الأمريكي بسعر 0.29679 دينار لكل دولار (1 دولار أمريكي = 3.37 دينار ليبي)، والذي حوفظ عليه حتى عام 1986. تحول الربط إلى حقوق السحب الخاصة في 18 مارس 1986، حيث كان الدينار الواحد = 2.80 وحدة حقوق سحب خاصة. في الأول من مايو 1986، سُمح للدينار بالتداول في نطاق 7.5% أي 2.80 وحدة حقوق سحب خاصة. ولقد وُسِّع هذا النطاق عدة مرات.
وبدأت قيمة العملة في الانخفاض تدريجيا مقابل الدولار الأميركي في منتصف تسعينيات القرن العشرين، حتى وصلت إلى 1.55 دولار أميركي في عام 2001. انخفضت قيمة الدينار بنسبة 50% إلى 0.77 دولار أمريكي في عام 2002. 
صرح علي محمد سالم نائب محافظ مصرف ليبيا المركزي أن سعر صرف الدينار الليبي سوف يظل مرتبطا بحقوق السحب الخاصة لمدة تتراوح بين سنة وثلاث سنوات، وذلك وفقا لمقابلة مع رويترز في 27 ديسمبر 2011.
في 3 يناير 2021، انخفضت قيمة الدينار إلى 1 دولار أمريكي = 4.48 دينار ليبي لجميع المعاملات التي تلي توحيد سعر الصرف، مما يؤدي إلى سد الفجوة بين أسعار الصرف الرسمية وأسعار الصرف في السوق السوداء. 

## عملات معدنية
حتى عام 1975، كانت العملات القديمة المُقوَّمة بالملِّيمات (المعادلة للدرهم) متداولة. وفي عام 1975، أُصدرت عملات معدنية بفئات 1 درهم، 5 دراهم، 10 دراهم، 20 درهمًا، 50 درهمًا، و100 درهم، وكانت تحمل شعار اتحاد الجمهوريات العربية. وتبعتها في عام 1979 سلسلة ثانية من العملات المعدنية بالفئات نفسها، ولكنها حملت تصميمًا لفارس بدلاً من الشعار.
صدرت عملات معدنية بقيمتي ربع دينار ونصف دينار في عامي 2001 و2004 على التوالي. وفي عام 2009، أُصدرت عملات جديدة بفئات 50 درهمًا، 100 درهم، ربع دينار، ونصف دينار. نادرًا ما تُستخدم عملات 1 درهم، 5 دراهم، 10 دراهم، و20 درهمًا كوحدات للتبادل، لكنها لا تزال محتفظة بوضعها كعملة قانونية.
في عامي 2013 و2014، أصدر مصرف ليبيا المركزي عملات معدنية بقيمتي ربع دينار ونصف دينار، بالإضافة إلى عملات بقيمتي 50 درهمًا و100 درهم.[بحاجة لمصدر]
| العملات المعدنية الليبية الحالية | العملات المعدنية الليبية الحالية                           | العملات المعدنية الليبية الحالية | العملات المعدنية الليبية الحالية | العملات المعدنية الليبية الحالية | العملات المعدنية الليبية الحالية | العملات المعدنية الليبية الحالية |
| قيمة                             | تعبير                                                      | القطر                            | وزن                              | سماكة                            | حافة                             | صادر                             |
| -------------------------------- | ---------------------------------------------------------- | -------------------------------- | -------------------------------- | -------------------------------- | -------------------------------- | -------------------------------- |
| 50 درهم                          | فولاذ مطلي بالنحاس والنيكل                                 | 23ملم                            | 5.1غم                            | 1.77ملم                          | محززة                            | 2014                             |
| 100درهم                          | فولاذ مطلي بالنحاس والنيكل                                 | 26ملم                            | 6.54غم                           | 1.9ملم                           | ناعمة                            | 2014                             |
| ربع دينار                        | الذهب الاسكندنافي                                          | 26ملم                            | 6.55غم                           | 2ملم                             | محززة                            | 2014                             |
| نصف دينار                        | مركز ذهبي ثنائي المعدن من الشمال في حلقة من النحاس والنيكل | 27ملم                            | 7.05غم                           | 1.9ملم                           | محززة                            | 2014                             |

## الأوراق النقدية
في عام 1971، أُصدرت أوراق نقدية بفئات ربع دينار، ونصف دينار، ودينار واحد، وخمسة دنانير، وعشرة دنانير. وفي 15 مايو 1980، أُصدرت أوراق نقدية جديدة لفئتي الخمسة دنانير والعشرة دنانير (كانت قيمتها آنذاك 7 جنيهات إسترلينية و14 جنيهًا إسترلينيًا، أو 16 دولارًا أمريكيًا و32 دولارًا أمريكيًا)، وأُتيح للمواطنين الليبيين أسبوعًا واحدًا لتبديل أوراقهم النقدية الحالية بفروع البنك المركزي للدولة، وبعد ذلك أصبحت الأوراق النقدية القديمة من فئتي الخمسة دنانير والعشرة دنانير بلا قيمة.
أُبلغ الأشخاص الذين قاموا بالتبديل أنه سيُسمح لكل عميل باستبدال ألف دينار من الأوراق الجديدة فقط، وهو إجراء "حل أزمة النقد المكتنز لدى تجار السوق السوداء والمال المستخدم في أغراض غير شرعية"، و"حقق للحكومة التي كانت تعاني من شح السيولة مكاسب بقيمة 1.5 مليار جنيه إسترليني". وبعد غضب شعبي، أعلن القائد معمر القذافي في 11 يونيو أن الأموال المصادرة لن تُصادر أو تُستثمر دون تشاور كامل مع 167 مؤتمرًا شعبيًا محليًا في ليبيا.
أُضيفت أوراق نقدية من فئة 20 دينارًا في عام 2002. وفي 27 أغسطس 2008، أعلن مصرف ليبيا المركزي عن إصدار ورقة نقدية جديدة من فئة 50 دينارًا كان من المقرر أن تدخل التداول في 31 أغسطس 2008. دخلت الورقة النقدية التداول بالفعل، وتضمنت صورة القذافي على الوجه الأمامي.
لم تتغير الموضوعات المرسومة على الأوراق النقدية منذ السلسلة الثانية باستثناء صورة القذافي التي أصبحت التصميم الجديد للوجه الأمامي لعملة الدينار الواحد في السلسلة الرابعة.
بعد إطاحة حلف الناتو بالتحالف مع عدة دول من خارجه بالنظام الليبي بعد عملية (فجر القديسة) أو فجر أوديسا (بالإنجليزية: Oddyssey Dawn) كما سمتها الولايات المتحدة هي عملية عسكرية تقوم بتنفيذها قواتها على العقيد معمر القذافي منذ 19 مارس 2011. وتستخدم القوات الفرنسية اسم عملية هارماتان (Opération Harmattan) والبريطانية تسمية عملية إلامي (Operation Ellamy) والكندية تسمية عملية موبيل (Operation MOBILE) على العمليات العسكرية التي نفذتها ضد ليبيا عام 2011، بعد ذلك قال محافظ البنك المركزي قاسم عزوز إن الأوراق النقدية التي تحمل صورة العقيد الراحل معمر القذافي لا تزال متداولة وسوف يستخدمها المجلس الوطني الانتقالي لدفع رواتب الموظفين العموميين وموظفي الحكومة. ويعقد البنك مسابقة لإعادة تصميم الأوراق النقدية التي من المرجح أن تحل محل الأوراق النقدية التي تحمل صورة القذافي. 
بدأ مصرف ليبيا المركزي بسحب الورقة النقدية من فئة 50 دينارًا في 14 يناير 2012. أُتيح للمواطنين الليبيين حتى 15 مارس لتسليم هذه الفئة إلى المصارف. وتسبب ذلك في أزمة توفر النقد وتبخر مدخرات معظم فئات الشعب وخاصة الرافضين للتدخل العسكري الأجنبي في ليبيا اوكذلك المهجرين قصرا خارج البلاد بعد سيطرة مسلحين ومليشيات على ليبيا. وصرّح عصام بوعجيلة، مدير الإعلام في المصرف المركزي، بأن الأوراق النقدية من فئتي 1 دينار و20 دينارًا ستُسحب من التداول قريبًا. كما أوضح الصديق عمر الكبير، محافظ المصرف المركزي، أن المصرف قد بدأ بالفعل بطباعة أوراق نقدية جديدة.
أصدر مصرف ليبيا المركزي ورقة نقدية معدّلة من فئة 10 دنانير بميزات جديدة، من أبرزها إزالة الإشارة إلى "الجماهيرية" التي كانت موجودة في الزاوية العلوية اليمنى من الجهة الخلفية، وهو أمر شكلي كلف الدولة والليبيين ملايين الدنانير، بالإضافة إلى استخدام اللغة الإنجليزية على الأوراق النقدية للمرة الأولى منذ عقدين في بادرة استمررار إصرار حكام ليبيا الجدد على عدم الإعتزاز باللغة العربية والهوية الليبية الغنية. علاوة على ذلك، يبدو أن نظام ترميز الأرقام التسلسلية قد أُعيد ضبطه ليبدأ بـ "1".
صدرت نسختان من الورقة النقدية المعدّلة من فئة 10 دينارات: النسخة الأولى التي تحمل اسم المصرف مكتوبًا بحروف كبيرة في البداية، وقد طُبعت بواسطة شركة دو لا رو في المملكة المتحدة، والنسخة الثانية التي تحمل اسم المصرف مكتوبًا بأحرف كبيرة بالكامل، وطُبعت بواسطة شركة Oberthur Technologies في فرنسا.
تشمل الاختلافات البارزة بين النسختين البقعة الهولوغرافية، والرموز في الزاوية العلوية اليسرى من الورقة النقدية، بالإضافة إلى التاريخ. النسخة المطبوعة بواسطة دو لا رو متطابقة تقريبًا مع الإصدار السابق، والفرق الملحوظ الوحيد هو الرقم التسلسلي الذي يبدأ بالرمز "7A". أما إصدار Oberthur Technologies فيتميز ببقعة هولوغرافية مختلفة، وإضافة رمز الهلال والنجمة في الزاوية العلوية اليسرى، والرقم التسلسلي الذي يبدأ بالرمز "1"، بالإضافة إلى تاريخ 17.02.2011 (17 فبراير 2011، تاريخ الحرب الأهلية الليبية) الذي أُضيف أسفل الورقة النقدية. 
أُصدرت ورقة نقدية معدّلة من فئة 5 دنانير بميزات مشابهة لتلك الخاصة بورقة 10 دنانير المعدّلة. استُبدلت النصوص العربية بالنصوص الإنجليزية في الجهة الخلفية، وأُزيلت إشارة "الجماهيرية" من حقبة النظام والسيادة الليبية من الجهة الأمامية والزاوية العلوية اليمنى للورقة. كما أُزيل شعار الصقر من نصب معركة الهاني.
في 17 فبراير 2013، بمناسبة الذكرى الثانية للثورة أو الخروج على النظام وولي الأمر وبداية الحروب الأهلية الليبية، أصدر مصرف ليبيا المركزي ورقة نقدية من فئة 1 دينار، وهو أول إصدار للمصرف بعد الخروج على النظام في 2011 والحروب الأهلية التي دمرت ليبيا وشردت ملايين الليبيين وجعلت ليبيا مصنفة دولة فاشلة بامتياز. تُظهر الجهة الأمامية للورقة مشاغبين خارجين ضد ولي الأمر وهم يحملون علم الثوار الليبيين. وتُظهر الجهة الخلفية للورقة علم ليبيا وحمائم السلام مع أن وضع ليبيا أصبح أبعد ما يكون عن السلام والرخاء.
في 31 مارس 2013 أصدر مصرف ليبيا المركزي ورقة نقدية بقيمة 20 دينار. تتميز الورقة النقدية ذات اللون البرتقالي السائد بوجود مدرسة في غدامس على الوجه الأمامي ومسجد العتيق وواحة أوجلة على الوجه الخلفي. 
في يونيو 2013، أصدر مصرف ليبيا المركزي ورقة نقدية بقيمة 50 دينار. واحتوت الورقة النقدية ذات اللون الأخضر على صورة المنارة الإيطالية في بنغازي على الجهة الأمامية وتشكيلات الصخور في جبال تادرارت أكاكوس على الجهة الخلفية. هذه هي أول ملاحظة في ليبيا تستخدم خيط "الحركة" الخاص بشركة كرين الخاصة بإنتاج العملات.
| السلسلة         | الفئات                                                                                       | الألوان                                                                                   | تواريخ الإصدار  | الملاحظات |
| --------------- | -------------------------------------------------------------------------------------------- | ----------------------------------------------------------------------------------------- | --------------- | --- |
| 1               | ربع دينار، ونصف دينار، ودينار واحد، وخمسة دنانير، وعشرة دنانير                               | برتقالي، أرجواني، أزرق، زيتوني ورمادي                                                     | 1971–1972       | |
| 2               | ربع دينار، ونصف دينار، ودينار واحد، وخمسة دنانير، وعشرة دنانير                               | جميعها باللون الأخضر                                                                      | 1980–1981       | |
| 3               | ربع دينار، ونصف دينار، ودينار واحد، وخمسة دنانير، وعشرة دنانير                               | اللون الأخضر كالألوان الأساسية، مع البني، الأرجواني، الأزرق، الأخضر الفاتح ومتعدد الألوان | 1984            | |
| 4               | ربع دينار، ونصف دينار، ودينار واحد، وخمسة دنانير، وعشرة دنانير                               | متعدد الألوان                                                                             | 1988–حوالي 1990 | نص باللغة الإنجليزية على الربع دينار، والنصف دينار، والخمسة دنانير |
| 4، المعدلة      | ربع دينار، ونصف دينار، ودينار واحد، وخمسة دنانير، وعشرة دنانير                               | تغيير طفيف                                                                                | حوالي 1991–1993 | أُزيل النص الإنجليزي على الربع دينار، والنصف دينار، والخمسة دنانير |
| 5               | ربع دينار، ونصف دينار، ودينار واحد، وخمسة دنانير، وعشرة دنانير، وععشرون ديناراً.              | متعدد الألوان                                                                             | 2002            | |
| 6               | دينار واحد، وخمسة دنانير، وعشرة دنانير                                                       | أزرق، أرجواني وأخضر                                                                       | 2004            | طلاء معدني قابل للرؤية بسهولة (دينار واحد وخمسة دنانير) أو هولوغرام (عشرة دنانير) على الجهة الأمامية كوسيلة مكافحة للتزوير                                                  |
| 7               | دينار واحد، وخمسة دنانير، وعشرة دنانير، وعشرون ديناراً (السلسلة 2)، وخمسون ديناراً (السلسلة 1) | أزرق، أحمر وأخضر                                                                          | 2008–2009       | تصاميم مُعاد العمل عليها وميزات أمان محسنّة |
| 7A              | خمسة دنانير وعشرة دنانير                                                                     | أحمر (5 د.ل)، أخضر (10 د.ل)                                                               | 2011-2012       | مماثلة لإصدار السلسلة 7، ولكن مع إزالة الإشارات إلى "الجماهيرية" |
| 1 (2013–الحاضر) | دينار واحد، وخمسة دنانير، وعشرة دنانير، وعشرون ديناراً، وخمسون ديناراً.                        | متعدد الألوان                                                                             | 2013–الحاضر     | أول سلسلة من الأوراق النقدية بعد ثورة أو تمرد تمرد 2011 و عملية فجر الأوديسا وعمليات حلف الناتو والمتحالفين معه ضد النظام الليبي.                                           |
| 2 (2019)        | دينار واحد                                                                                   | أزرق                                                                                      | 2019–الحاضر     | أول ورقة نقدية للدينار الليبي تُصدر على مادة البوليمر، بمناسبة الذكرى السنوية 8 لثورة أو تمرد 2011 و عملية فجر الأوديسا وعمليات حلف الناتو والمتحالفين معه ضد النظام الليبي. |
| 3 (2021)        | خمسة دنانير                                                                                  | بني                                                                                       | 2021–الحاضر     | ثاني ورقة نقدية للدينار الليبي تُصدر على مادة البوليمر |

### السلسلة الحالية
| السلسلة الحالية | السلسلة الحالية | السلسلة الحالية | السلسلة الحالية | السلسلة الحالية                                               | السلسلة الحالية            |
| صورة            | صورة            | القيمة          | اللون الرئيسي   | وصف                                                           | وصف                        |
| الوجه الأمامي   | الوجه الخلفي    | القيمة          | اللون الرئيسي   | الوجه الأمامي                                                 | الوجه الخلفي               |
| --------------- | --------------- | --------------- | --------------- | ------------------------------------------------------------- | -------------------------- |
|                 |                 | دينار واحد      | أرجواني         | متمردون ليبيون موالون لحلف الناتو خارجون ضد ولي الأمر والنظام | علم ليبيا وحمامات السلام   |
|                 |                 | خمسة دنانير     | بني             | برج الساعة العثماني                                           | معبد زيوس في قورينا        |
|                 |                 | عشرة دنانير     | أزرق            | عمر المختار                                                   | فرسان المختار              |
|                 |                 | عشرون دينار     | البرتقالي       | المسجد العتيق في أوجلة                                        | مدرسة تقليدية في غدامس     |
|                 |                 | خمسون دينار     | أخضر            | منارة سيدي خريبيش الإيطالية                                   | قوس حجري في تادرارت أكاكوس |

## الفئات المتداولة
عملات معدنية متداولة: 50 درهم - 100 درهم - 250 درهم - 500 درهم
أوراق نقدية متداولة: 1 دينار - 5 دينار - 10 دينار - 20 دينار - 50 دينار

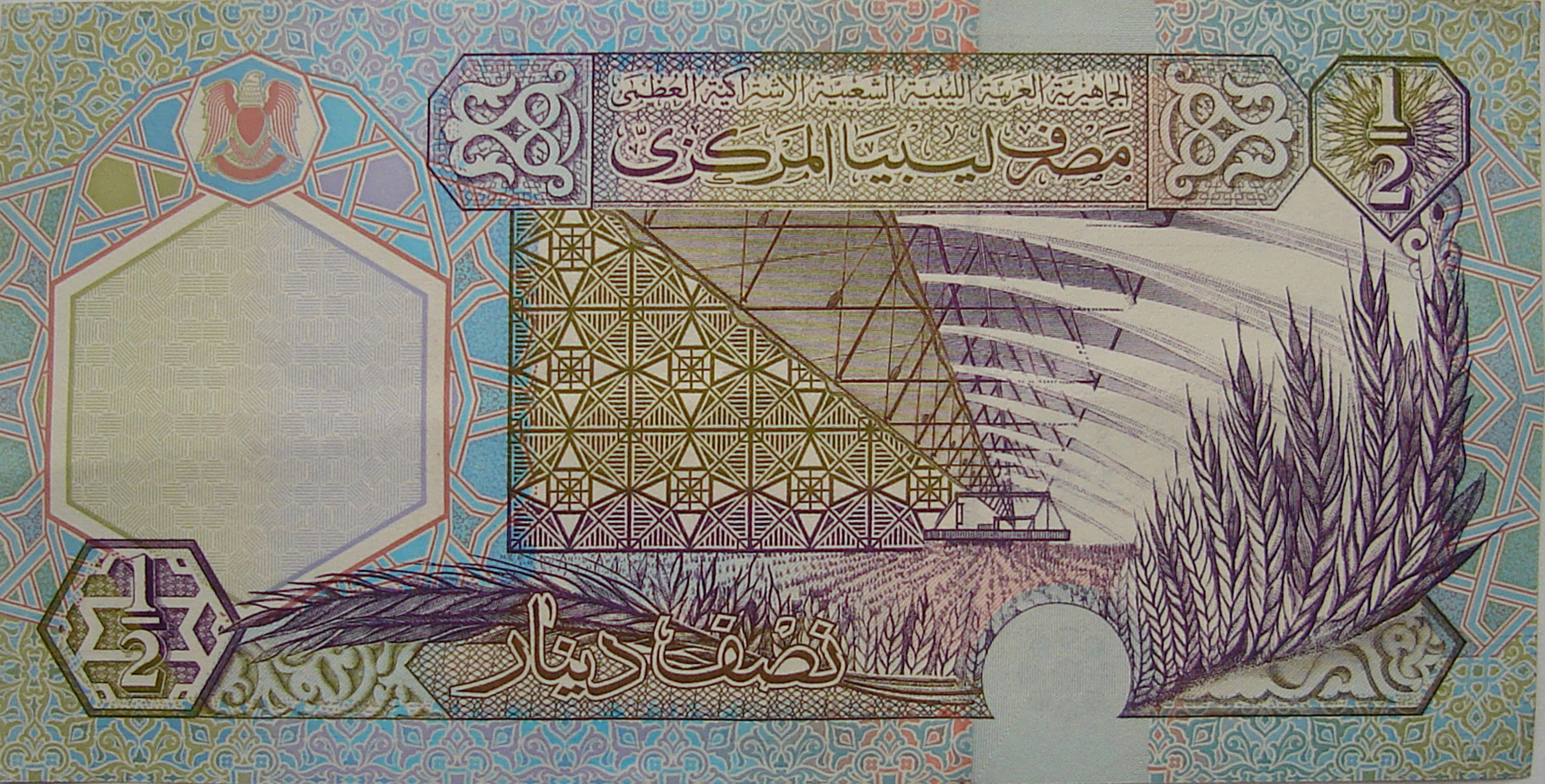
½ دينار
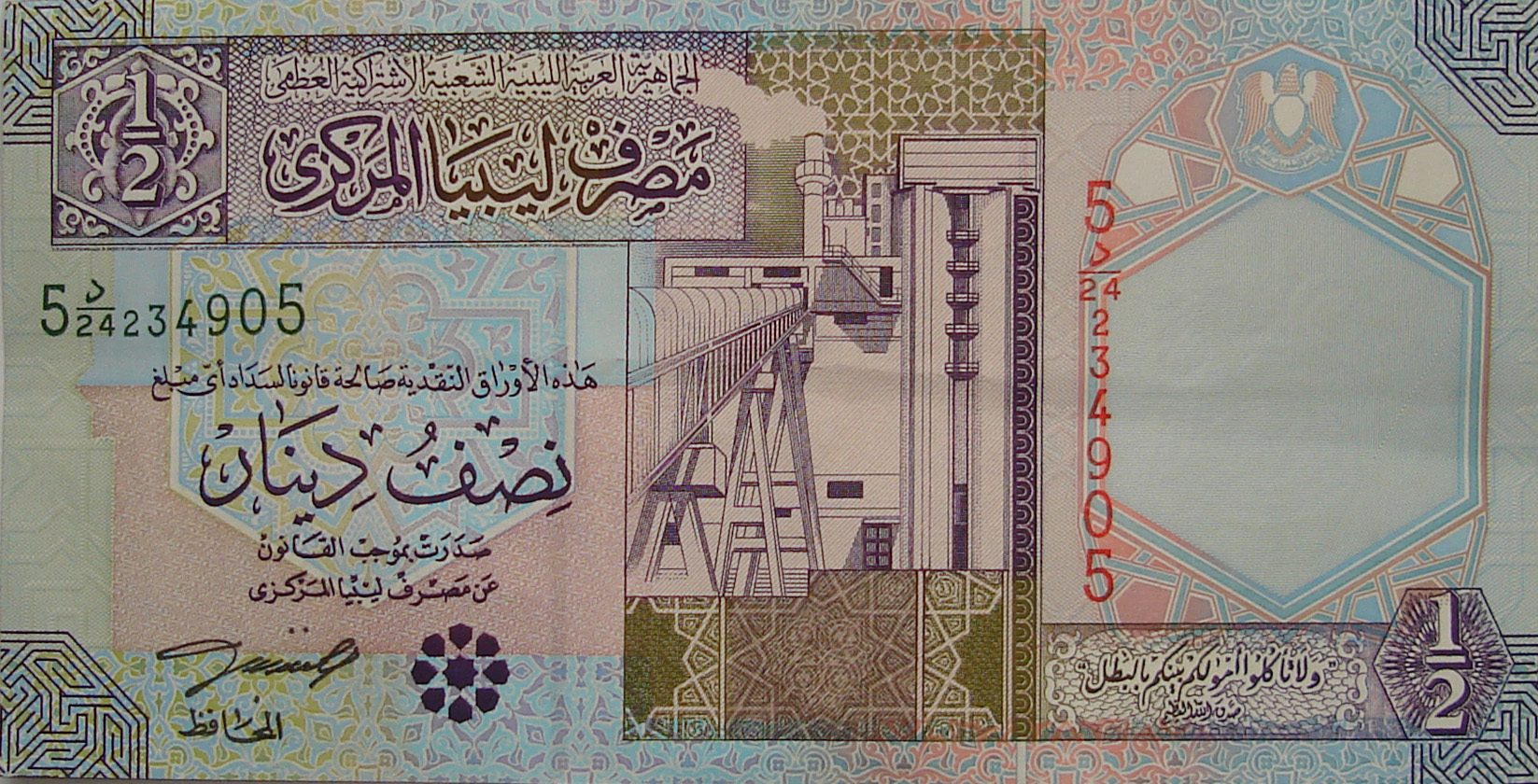
½ دينار

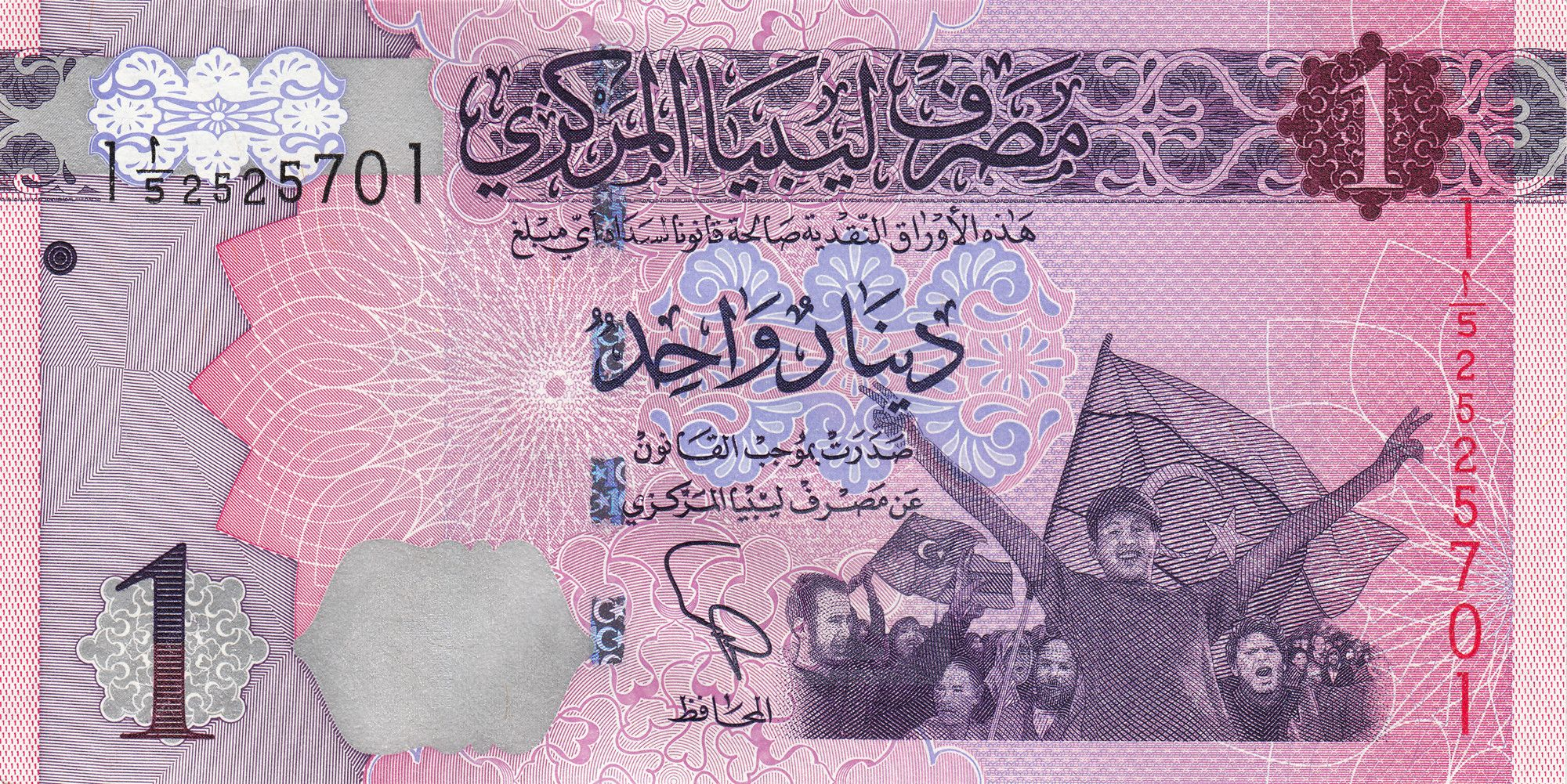
دينار واحد الإصدار الأول بعد تمرد 2011 و عملية فجر الأوديسا وعمليات حلف الناتو والمتحالفين معه ضد النظام الليبي.
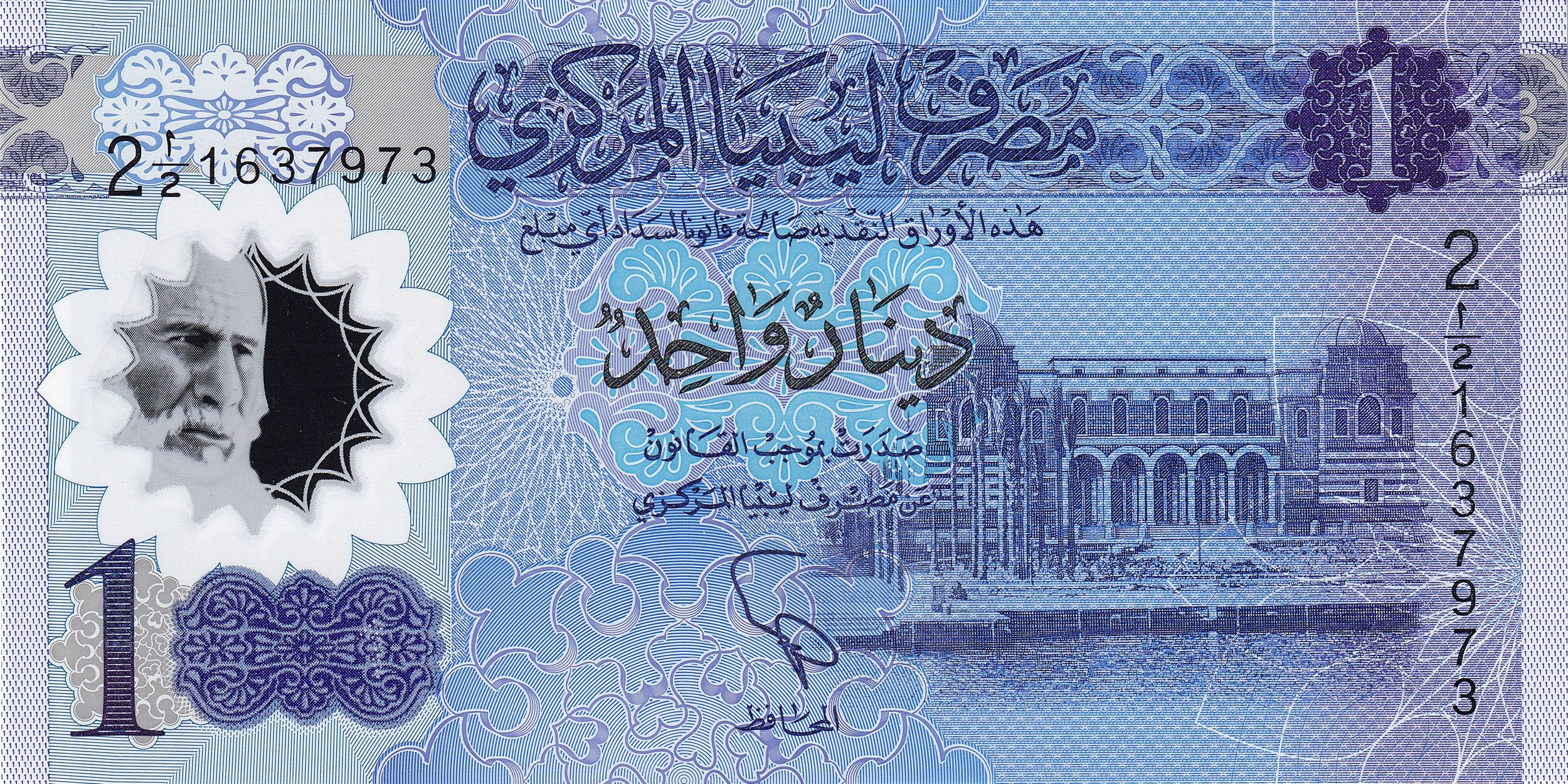
دينار واحد الإصدار الثاني بعد تمرد 2011 و عملية فجر الأوديسا وعمليات حلف الناتو والمتحالفين معه ضد النظام الليبي.
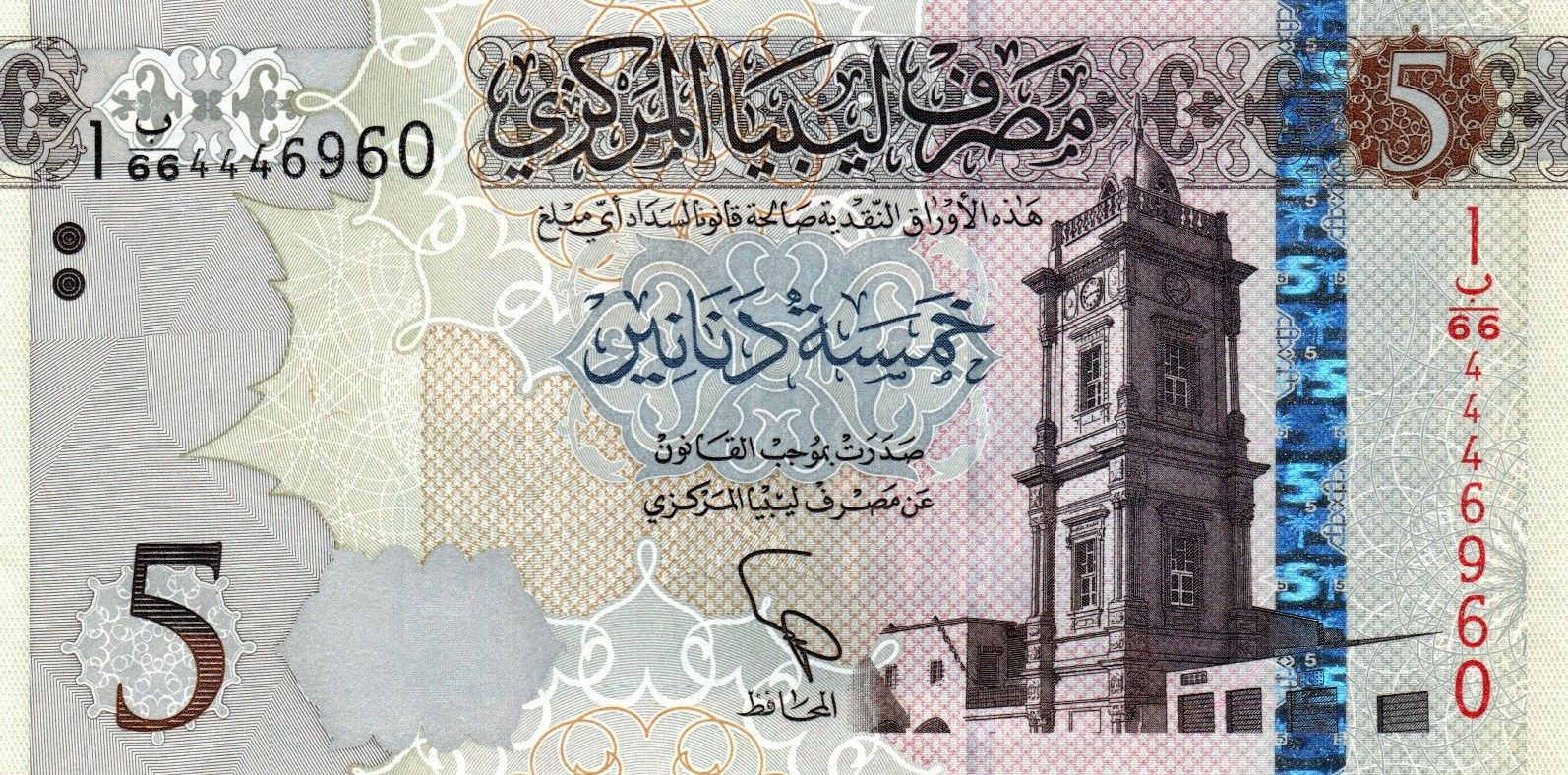
خمسة دنانير الإصدار الأول بعدتمرد 2011 و عملية فجر الأوديسا وعمليات حلف الناتو والمتحالفين معه ضد النظام الليبي.
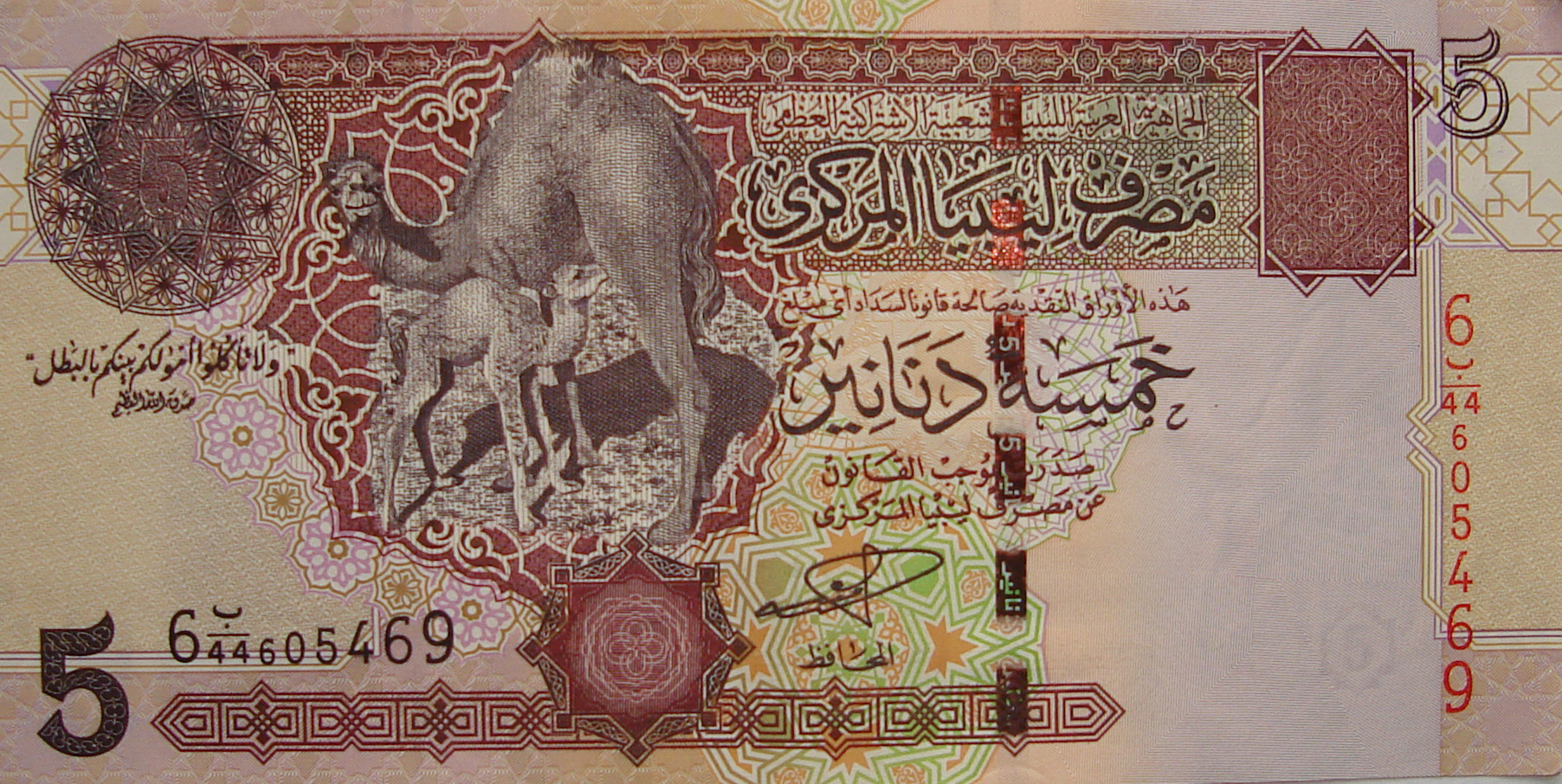
خمسة دنانير الإصدار الخامس في فترة قيادة معمر القذافي

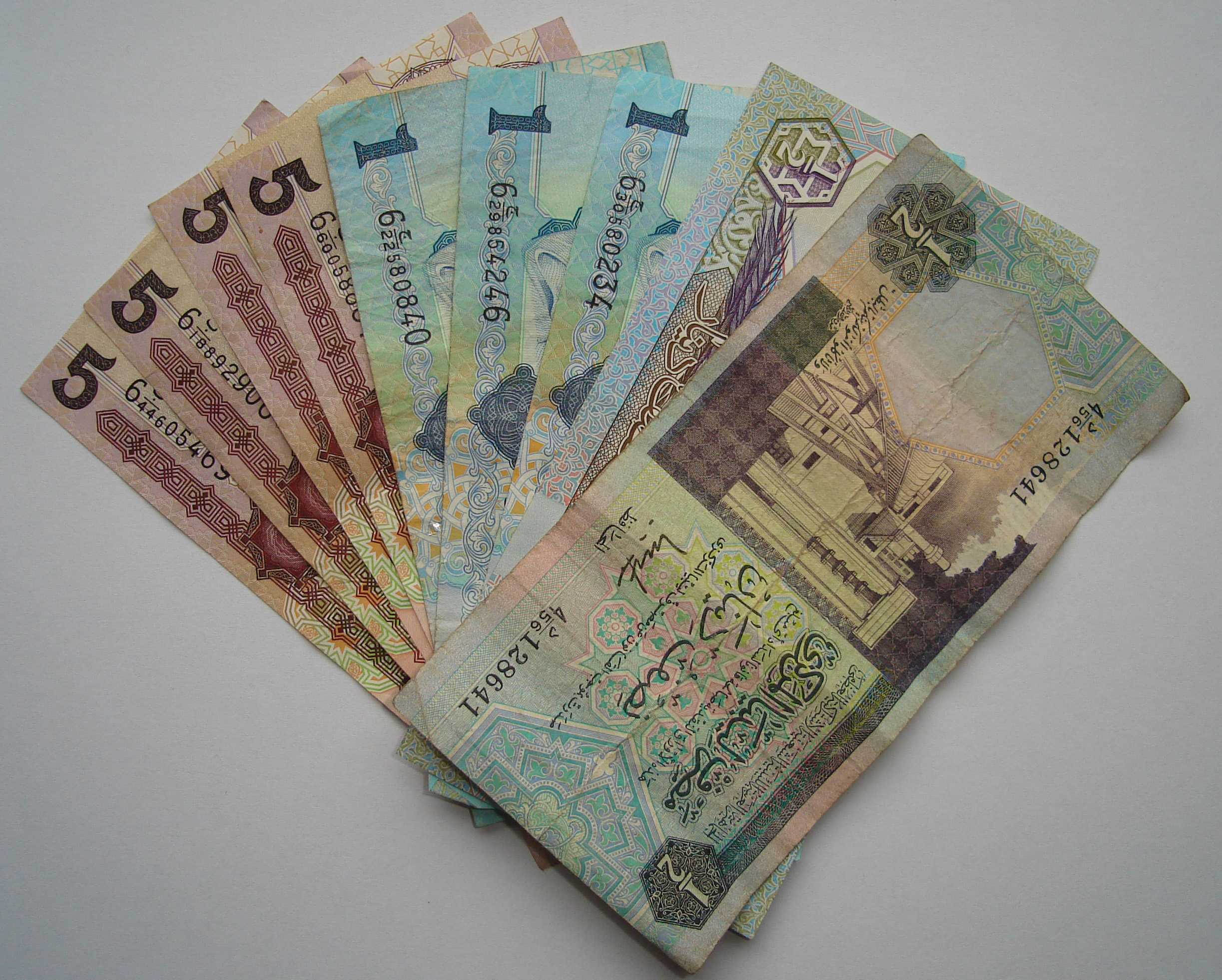
العملات

## التسميات والتصنيفات الشعبية
الدينار الليبي يسمى عادة جني ( اللهجة الليبية الغربية) أو جنيه ‎[ʒneh]‏ (اللهجة الليبية شرقية)، مشتقة من اسم غينيا البريطانية (قارن genēh جنيه للجنيه المصري)، وهي عملة ذهبية بقيمة واحد وعشرين شلنًا. أما الوحدة الفرعية المعتمدة، الدرهم، فلا تُذكر في المحادثات اليومية. بدلاً منها، يُستخدم "غرش" - وهو شكل من كلمة "قِرش" - حيث يعادل 1 قرش = 10 دراهم. يُطلق على الألف دينار أحيانًا اسم "كيلو" [kiːlu] بطريقة عصرية. وبالمثل، يُطلق على الأوراق النقدية من فئة الخمسة دنانير والعشرة دنانير أحيانًا أسماء مستعارة في لغة الشباب الدارجة، مثل "فايفة" [faːifa] و"تسينة" [tseːna] على التوالي، وهي تأنيثات مرحة للكلمات الإنجليزية "five" و"ten" لكن قد تكون أيضًا بقايا من الكلمات العامية البريطانية "fiver" و"tenner" اللتين تعنيان أوراق الخمسة والعشرة جنيهات على التوالي. يُلقب الليبيون العملة الليبية بـ "عمر المختار" نسبةً إلى المجاهد الليبي الذي وضع العقيد الراحل معمر القذافي صورته على الوجه الأمامي من ورقة الـ 10 دنانير.

## الدينار الليبي الشرقي
منذ عام 2016، تحالف المصرف المركزي الليبي مع مجلس النواب وأصدر دينارًا ليبيًا خاصًا به، مع أوراق نقدية من فئة 20 دينارًا و50 دينارًا وقطعة نقدية من فئة 1 دينار، طُبِعت وعُدِّنت من قبل شركة جوزناك في روسيا. أُصدرت هذه العملة استجابةً لنقص السيولة النقدية في النصف الشرقي من البلاد، مما يعكس انقسام ليبيا إلى حكومتين متنافستين في الشرق والغرب.  

## وصلات خارجية
- موقع مصرف ليبيا المركزي